# Lennox Berkeley
Lennox Berkeley (Oxford, Regne Unit, 12 de maig de 1903 - Londres, 26 de desembre de 1989) fou un compositor anglès.
Volgué seguir la carrera de la marina, com el seu pare, però li ho impedí el seu daltonisme congènit. Estudià llengua i filologia francesa en la Universitat d'Oxford, però després es va decidir per la música.
A París fou deixeble de Nadia Boulanger entre 1926 i 1932, i va rebre orientacions de Maurice Ravel. El 1946 és feu càrrec de la càtedra de Composició de la Royal Academy of Music de Londres.
En la seva obra, en la que hi figuren quasi tots els gèneres, resta present el seu contacte primerenc amb la música francesa i en especial amb l'impressionisme. Va compondre diverses òperes. De la seva obra també cal esmentar la composició Mont Juic, composta conjuntament amb Benjamin Britten, a ran de la presència dels dos músics al XIV Festival de la Societat Internacional per la Música Contemporània (SIMC) de Barcelona el 1936.

## Obres
- Nelson, òpera (1953)
- Ruth, òpera (1956)
- Castaway, òpera (1966)
- Mont Juic (1937)
- dues Simfonies
- diversos Concerts, dos per a piano, un per a dos pianos, un per a violí, un Concertino per a guitarra, instrument al que dedicà d'altres obres menors
- nombroses cançons i diverses obres per a piano i música de cambra.

En els últims anys de la seva vida restà retirat de tota activitat degut a una malaltia cardíaca i a sofrir una variant de la malaltia d'Alzheimer.